# منطقة داتيا
داتيا رمزها «DT» (بالإنجليزية: Datia)‏ ، هو تقسيم إداري لدولة الهند تتبع ولاية مدية برديش (بالإنجليزية: Madhya  Pradesh)‏ ، مركزها هو مدينة داتيا (بالإنجليزية: Datia)‏ عدد سكانها حسب تعداد سنة 2001 هو 627,818 ، مساحتها 2,694 كم² وكثافة السكان 233 لكل كم² .